# Neurolepis rigida
Neurolepis rigida là một loài cỏ thuộc họ Poaceae.
Loài này chỉ có ở Ecuador.